# Khénifra (stad)
Khénifra (Berbers: ⵅⵏⵉⴼⵕⴰ, Arabisch: خنيفرة) is een Marokkaanse stad in de Midden-Atlas. Khénifra is de hoofdstad van een Berberse volksstam. Volgens de nieuwe landindeling maakt Khénifra deel uit van de regio Meknas-Tafilalt.

## Ligging
De stad ligt in de buurt van de rivier Oum Er R'bia.
- Afstanden tot andere Marokkaanse steden:
  - Khénifra-Fez (stad): 160 kilometer
  - Khénifra-Marrakesh: 300 kilometer

## Plaatsnaam en etymologie
Khénifra is een afleiding van een werkwoord uit het Berber, khanfar dat aanvallen betekent. Het woord verwijst naar een historisch feit. Op een zeker moment werd de stad ingenomen door de Aït Bouhaddou. Om hun hegemonie aan te tonen maakten de bezetters van Khénifra een controlezone voor mensen van andere volksstammen. Ze voerden in de stad een douanesysteem in die de doorvoerhandelaars tol deed betalen. Volgens een andere anekdotische versie van het verhaal, komt de naam voort uit een verhaal van een forse man die voorbijgangers aanviel.
Akhanfer wil betekent professioneel worstelen. Het is een wijdverbreide sport in de Midden–Atlas. Het toponiem duidt de plaats aan waar het spel verliep. Khénifra haalt zijn naam ook uit zijn geomorfologie wegens haar insluiting tussen vier bergen: Al Hafra. Door de roodachtige kleur van haar grond krijgt de stad nog een andere naam toegekend: Khnifra Al Hamra: Het Rode Khénifra.

## Bevolking
Bij de volkstelling van 1994 had Khénifra 60.835 inwoners, in 2004 was dat toegenomen tot 72.672 en in 2008 tot 77.771.

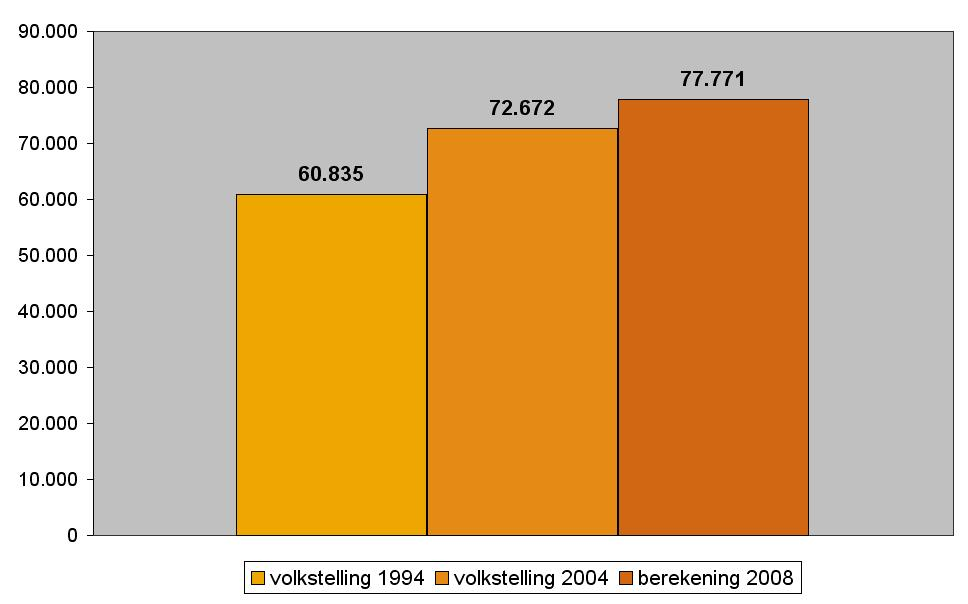
Grafiek van de toename van de bevolking van Khénifra

## Geschiedenis

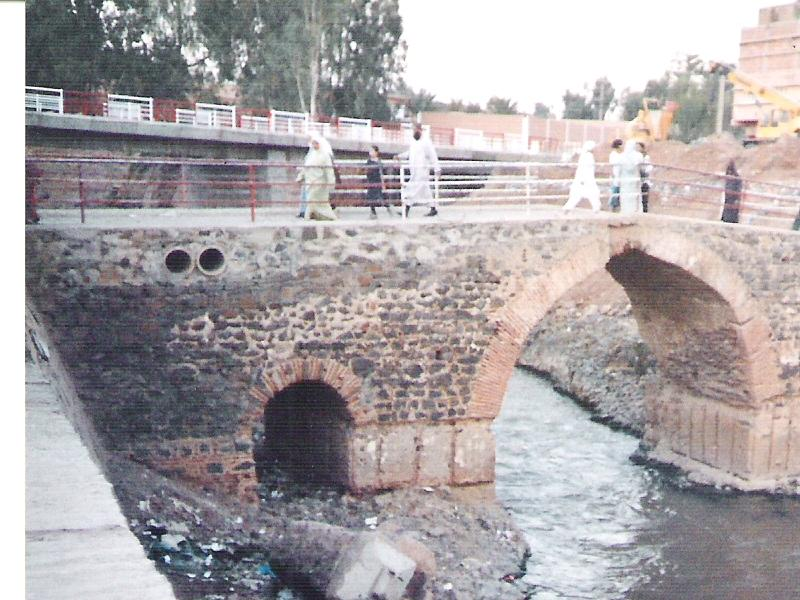
De historische brug 2005

De regio Khénifra vormde een strategische troef die toestond de toegang naar onder meer Taza te controleren ondanks het verzet en de krijgsvolharding van haar bevolking.
De geschiedenis van de stad begint bij twee monumenten die vandaag trouwens nog bestaan:
- De kasba van Mouha ou Hammou Zayani werd gebouwd door de Almoravidische sultan Ibu Tachfin op de rivieroever van de Oum Er R'bia en gerestaureerd door de Alawietische sultan Moulay Ismaïl in 1688 in het kader van de constructie van een strategische verkeersader die liep van Meknès voorbij Azrou en Khénifra tot aan Marrakesh.
- Verder werden, waarschijnlijk in hetzelfde tijdperk dat de kasba van Khénifra werd gebouwd, de kasba van Adakhssal (op 15 kilometer afstand van de stad) en de befaamde brug over de Oum Er R'bia, zogenaamd Portugees, geconstrueerd. De Portugese aanwezigheid is echter nooit vermeld in de manuscripten van dat tijdperk.

De geschiedenis van Khénifra is verbonden met deze twee monumenten die door het Marokkaanse Ministerie van Cultuur als nationaal patrimonium werden geklasseerd. De kasba van Mouha ou Hammou Zayani en de oude brug tonen het besef van de inwoners van Khénifra dat in hun collectieve gedachten het heden en het verleden elkaar afwisselen. De brug is altijd overeind gebleven ondanks de vele hoogste waterstanden die ze heeft moeten ondergaan. Er is een legende verbonden aan de oude brug: men gelooft volgens een mondelinge traditie dat ze is gebouwd met eieren.
De stad Khénifra werd in juni 1914 ingenomen door legioensoldaten (samengesteld uit Senegalezen, Algerijnen en Marokkanen gerekruteerd in Chaouia). Zij stonden onder bevel van Richard d’Ivry die een legendarische reputatie had verworven gedurende de tijd dat hij onder Charles Mangin diende. Charles Mangin was een militaire strateeg die de confrontatie met de volksstammen van Khénifra kon vermijden voor de onderwerping van de volksstammen gaande van Chaouia tot aan de uiterste grenzen van het land Zaïane, de streek van de volksstammen van Khénifra.
Verwijzend naar het « Journal des marches et opérations de la deuxième batterie du premier Régiment d'Artillerie de Montagne pour la période du 6 septembre 1912 au 16 octobre 1913 », kunnen we stellen dat de leiding van de strijdmacht die Marokko bezette zich bewust was van het gevaar van een directe confrontatie met de volksstammen van Zaïane. In het verslag beschrijft Charles Mangin met precisie de verschillende fases van zijn veldtocht. Drie maanden na de veldtocht van Marokko vond er in Elhri op 13 november 1914 een tegenaanval plaats. De veldslag van Elhri werd in beweging gezet door kolonel Duverdier die de legerplaats van de rebel Mouha ou Hammou bestormde. De rebel was verplicht de kasba te verlaten doordat die werd bezet door militairen. Deze periode in de geschiedenis wordt ook gekenmerkt door betogingen tegen de Berber Dahir, een aanpassing van de Berberse justitie aan de omstandigheden "eigen aan het tijdperk".
Voor de aankomst van de soldaten van sultan Moulay Hassan I in 1877, was Khénifra niets anders dan een verbindingspunt voor de seizoenstrek van vee van de bergweide naar het dal en omgekeerd. Vanaf toen nam Khénifra de proportie aan van een stad. De stad ontwikkelde zich niet tijdens de kolonisatie op het vlak van haar natuurlijke mogelijkheden. Khénifra maakte deel uit van het Marokko waarvan de kolonisten beweerden dat het nutteloos was.
Khénifra was bekend door het woeste verzet tijdens de Franse kolonisatie. De stad was vermaard vanwege de veldslag van Elhri (een dorp op 20 kilometer afstand van Khénifra) die uitliep op een overwinning van de volksstammen van Zaïane en andere naburige Berbervolksstammen: Ichkirn Elkbab, Aït Ihnd Krouchen, zelfs de Aït Hdiddou en de Aït Atta verenigden zich voor de eerste keer. Die overwinning symboliseerde de glorie van de volksstammen en het grote prestige dat Mouha ou Hammou Zayani in het leven riep. De colonne van Duverdier werd nagenoeg volledig vernietigd. De koloniale tegenaanval liet niet lang op zich wachten. Door het ontvouwen van haar wapenuitrusting slaagde de Franse bezetters erin de volksstammen van Zaïane te isoleren en hun geografische leefgebied te beperken. De volksstammen werden gedwongen in de bergen te vluchten. De belegering van de volksstammen van Zaïane werd uiteindelijk een succes: de Marokkaanse korenzolder Tadla werd beschermd tegen aanvallen van de volksstammen.
Op 2 juni 1920 onderwierp Pacha Hassan zich aan generaal Poeymirau (1869-1924), een zeer nauwe medewerker van maarschalk Hubert Lyautey.
Khénifra is eveneens bekend voor haar populaire opstanden en voorvallen:
- 20 augustus 1955: de verjaardag van de afzetting van koning Mohammed Ben Youssef veroorzaakt een opstand in Khénifra (waar drie journalisten worden gedood), Oued Zem, Immozer Maroucha, Ait Alahem (Aderj) en in Casablanca. De gebeurtenis wordt getekend door een massale repressie in opdracht van Generaal Gilbert Grandval. Het werd een bloedige dag voor de inwoners van Khénifra maar vooral voor de volksstammen van Zaïane die de stad omsingelden. De eindsom van de onrust was 700 doden aan de Marokkaanse kant en 49 Europese doden.
- Maart 1973: voorval van Moulay Bouazza (Marokkaanse stad). Daad gepleegd door de Tanzim, een dissidente tak van de Marokkaanse partij Union socialiste des forces populaires met een revolutionaire koers waarvan Fqih Basri, een aanhanger van de gewapende strijd, de hoofduitvoerder is. Eenheden van de groepering dringen binnen in Khénifra, Goulmima en Tinerhir. Op 2 maart 1973 onderneemt Moulay Bouazza een zelfmoordactie. De actie werd een fiasco. De bevolking nam niet deel maar bleef niettemin getraumatiseerd door de repressie van bepaalde volksstammen van Zaïane. Na de vermindering van de spanningen in het politieke proces en in het kader van L'Instance équité et réconciliation, een verzoeningsproces georganiseerd door koning Mohammed VI, werd de sluier weggehaald om slachtoffers de kans te laten getuigen.
- Augustus 1994: Demonstratie tegen de Dahir Berbère ondersteund door bepaalde caïds (leiders) met aan het hoofd de Pacha El Glaoui, de Pacha Hassan Amahzoune en bepaalde intellectuelen die gekant waren tegen de Berberse volksgroep. Er waren stakingen, gebeden waarin de Latif werd uitgesproken et waarin werd gevraagd aan God om de Berbers niet van hun Arabische broeders te scheiden. De protestbeweging die door de burgerlijke Fassi elite in gang werd gezet, voortgekomen uit het traditionele onderwijs maakte het verzet horendol tot de onafhankelijkheid in 1956. De Amazigh kwestie blijft polemieken veroorzaken. Koning Hassan II, die zich bewust was van het probleem, stelde voor in zijn redevoering van 20 augustus 1994 om de Berberse taal (het Tamazight) te onderwijzen. Dat gebaar betekende het vertrekpunt van een vlottere politieke omgang ten opzichte van de Berbers.
- 17 oktober 2001: het discours d'Ajdir (redevoering in het kader van de democratisering van Marokko) van koning Mohammed VI gericht aan de natie. De koning wordt uitgesproken tijdens de ceremonie bijstelling van het zegelbewaarderschap van de sjarief die de Dahir bekrachtigt en l'Institut royal de la culture amazighe opricht en organiseert. Het discours heeft toegelaten om nieuwe impulsen te geven aan de voorvechters van de Amazigh these, die de Amazigh beschouwt als een nationale entiteit en een niet te omzeilen patrimonium.

## Geboren in Khénifra
- Lalla Latifa Hammou (1946-2024), echtgenote van koning Hassan II van Marokko
- Jaouad Gharib (22 mei 1972), Marokkaanse langeafstandsloper